# 松阪市立豊地小学校
松阪市立豊地小学校（まつさかしりつとよちしょうがっこう）は三重県松阪市の市立小学校。2009年5月1日現在の児童数は212人。

## 校区
嬉野小原町、嬉野上小川町、嬉野岩倉町、嬉野合ヶ野町、嬉野矢下町、嬉野宮野町、嬉野森本町、嬉野滝之川町、嬉野釜生田町、嬉野堀之内町、嬉野下之庄町、嬉野薬王寺町、嬉野八田町、嬉野井之上町、嬉野島田町、嬉野一志町、嬉野上野町、嬉野神ノ木町

## 沿革
- 明治5年8月7日（グレゴリオ暦：1872年9月9日） - 堀之内学校及び薬王寺学校が創立。
- 1873年（明治6年）3月 - 一志学校が創立。
- 1885年（明治18年） - 上記3校を統合して時習学校になる。
- 1887年（明治20年） - 堀之内尋常小学校に改称。
- 1889年（明治22年）
  - 3月5日 - 井之上村（現・松阪市嬉野井之上町）の児童の受け入れを開始。
  - 12月5日 - 豊地尋常小学校に改称。
- 1901年（明治34年）5月 - 高等科を併設し、豊地尋常高等小学校に改称。
- 1941年（昭和16年）4月 - 豊地国民学校に改称。
- 1947年（昭和22年） - 豊地村立豊地小学校に改称。
- 1955年（昭和30年）3月15日 - 市町村合併により嬉野町立豊地小学校に改称。
- 1962年（昭和37年）9月30日 - 鉄筋コンクリート2階建の新校舎が完成。
- 2004年（平成16年）4月1日 - 嬉野町立中郷小学校を統合。
- 2005年（平成17年）1月1日 - 市町村合併により松阪市立豊地小学校に改称。

## 統合した小学校
以下の2校の学校区であった地域に居住する児童はスクールバスで通学している。

### 中郷小学校
嬉野町立中郷小学校（うれしのちょうりつなかざとしょうがっこう）は、三重県一志郡嬉野町宮野43番地（現・松阪市嬉野宮野町43番地）に存在した公立小学校である。跡地は松阪市が改修して公民館になっている。
沿革
- 1873年（明治6年） - 森本小学校が創立。後に中郷小学校に改称。
- 1882年（明治15年）
  - 5月 - 中郷小学校が矢下分校を設置する。
  - 11月 - 三成小学校が創立。
- 1884年（明治17年）7月3日 - 三成小学校を中郷小学校に統合、三成小の児童は矢下分校通学になる。
- 1885年（明治18年）
  - 4月11日 - 温知小学校に改称。
  - 10月 - 釜生田分校を設置する。（翌年12月に廃校。）
- 1887年（明治20年）1月15日 - 「森本簡易科授業所」に指定される。
- 1889年（明治22年）
  - 3月5日 - 井之上村が豊地小学校区になる。
  - 4月1日 - 中郷尋常小学校に改称。
- 1900年（明治33年）4月29日 - 新校舎完成。
- 1901年（明治34年） - 高等科を併設し、中郷尋常高等小学校に改称。
- 1920年（大正9年）8月 - 矢下分校の新校舎完成。
- 1926年（大正15年）3月25日 - 新校舎落成。
- 1941年（昭和16年）4月 - 中郷国民学校に改称。
- 1947年（昭和22年）4月 - 中郷村立中郷小学校に改称。
- 1955年（昭和30年）3月15日 - 市町村合併により嬉野町立中郷小学校に改称。
- 1957年（昭和32年）4月26日 - 講堂を落成。
- 1967年（昭和42年）5月31日 - 矢下分校が廃校。翌日からバス通学となる。
- 1980年（昭和55年）3月30日 - 嬉野町宮野に移転する。
- 1991年（平成3年） - 宇気郷小学校の児童を受け入れる[3]。
- 2000年（平成12年） - ケナフの栽培を始める[4]。三重県教育委員会から「食に関する指導」モデル校に指定される[4]。
- 2001年（平成13年） - 「全国発芽マップ2001」に参加する[4]。京都市立有済小学校と交流を開始[4]。
- 2002年（平成14年）4月25日 - 宮崎大学が実施する「ひまわりプロジェクト」に参加する[5]。
- 2004年（平成16年）3月31日 - 嬉野町立豊地小学校に統合され、廃校。

### 宇気郷小学校
嬉野町立宇気郷小学校（うれしのちょうりつうきさとしょうがっこう）は、三重県一志郡嬉野町小原587番地（現・松阪市嬉野小原町587番地）に存在した公立小学校である。跡地は嬉野宇気郷公民館になっている。
沿革
- 1892年（明治25年）12月1日 - 小原宝徳寺を仮校舎として小原尋常小学校が創立。
- 1896年（明治29年）5月 - 補習科（2年制）を併設。
- 1898年（明治31年）9月 - 現在の嬉野宇気郷公民館の位置に新築移転。
- 1901年（明治34年）5月 - 高等科を併設し、小原尋常高等小学校に改称。
- 1908年（明治41年）5月 - 小原尋常小学校に校名を戻す。
- 1938年（昭和13年）5月 - 宇気郷西部尋常高等小学校に改称。
- 1941年（昭和16年）4月 - 宇気郷村立西部国民学校に改称。
- 1947年（昭和22年）4月 - 宇気郷西部小学校に改称。
- 1955年（昭和30年）3月15日 - 市町村合併により嬉野町立宇気郷小学校に改称。
- 1957年（昭和32年）4月26日 - 講堂を落成。
- 1972年（昭和47年）5月 - 体育小屋を改築する。
- 1991年（平成3年） - 休校になり、以後公民館として利用される[3]。宇気郷小学校の児童は中郷小学校へ移籍する[3]。
- 2004年（平成16年）3月31日 - 正式に廃校となる[3]。

## 児童数
| 年度（年）     | 豊地小学校（人）           | 中郷小学校（人）           | 宇気郷小学校（人）        |
| 明治時代       | 185 【1889年（明治22年）】 | 140 【1893年（明治26年）】 | 16 【1892年（明治25年）】 |
| 1925（大正14） | 275                        | 294                        | 158                       |
| 1947（昭和27） | 302                        | 289                        | 196                       |
| 1980（昭和55） | 253                        | 109                        | 38                        |
| 2008（平成20） | 205                        | 廃                         | 廃                        |

『嬉野町史』による。

## 交通
- 三重交通堀之内バス停より徒歩約5分（約439m）。